# 阿氏高身豆娘魚
阿氏高身豆娘魚，(學名：Altrichthys alelia，為輻鰭魚綱鱸形目隆頭魚亞目雀鯛科的其中一種，分布於西太平洋菲律賓海域，深度約3公尺，本魚體呈卵圓形而側扁，虹膜銀色，背鰭外緣和尾鰭上下緣淡黃色至金色，魚鰭主要為白色至半透明，側線有明顯的黃色條紋，背鰭硬棘14枚、背鰭軟條13-14枚、臀鰭硬棘2枚、臀鰭軟條15枚，體長5.5公分，棲息在珊瑚礁區，生活習性不明。